# ك. إل. شميت
ك. إل. شميت (بالإنجليزية: C. L. Schmitt)‏ هو سياسي أمريكي، ولد في 8 مايو 1912 في بيتسبرغ في الولايات المتحدة، وتوفي في 20 فبراير 1993 في نيو كنسينغتون في الولايات المتحدة بسبب مرض باركنسون. حزبياً، نشط في الحزب الديمقراطي. وقد انتخب عضو مجلس نواب بنسيلفانيا عن دائرة Pennsylvania House of Representatives, District 54 ‏ (1969 – 1980).